# Renegade Five
Renegade Five är ett svenskt rockband från Karlstad. Bandets medlemmar är Anders Rittmo (sångare), Per Lidén (låtskrivare och gitarr), Marcus Nowak (producent, låtskrivare och trummor), Håkan Fredriksson (producent, keyboard) och Jimmy Lundin (bas).
I bandets första album Undergrounded Universe finns det 12 låtar, där sex av dessa är de fem tidigare utgivna singlarna och en är en rockballad-tappning av Da Buzz-låten "Set My Heart On Fire" som bland annat Per Lidén och Harry Kjörsvik låg bakom 2004.
År 2012 blev Anders Rittmo ny sångare.[källa behövs]

## Medlemmar
- Nuvarande medlemmar
- Per Lidén – gitarr (2006–idag)
- Håkan Fredriksson – keyboard (2006–idag)
- Marcus Nowak – trummor  (2010–idag)
- Jimmy Lundin – basgitarr (2010–idag)
- Anders Rittmo – sång (2012–idag)

Tidigare medlemmar
- Per Nylin – sång (2006–2009)
- Peter Damin – trummor (2006–2009)
- Harry Kjörsvik – basgitarr (2006–2009)[1]
- Daniel Johansson – sång (2010–2012)

## Diskografi
Studioalbum
- Undergrounded Universe (februari 2009)
- NXT GEN (april 2012)[2]

EP
- Life is Already Fading (september 2011)

Singlar
- "Shadows" (september 2007)
- "Love Will Remain" (januari 2008)
- "Running in Your Veins" (mars 2008)
- "Darkest Age" (september 2008)
- "Save my Soul" (januari 2009)
- "Alive" (april 2011)
- "This Pain Will Do Me Good" (februari 2012)